# Equidna de musell curt
L'equidna de musell curt (Tachyglossus aculeatus) és una espècie de monotrema de la família dels equidnes. Es tracta de l'única espècie del gènere Tachyglossus. És cobert de pèl i espines i té un musell característic i una llengua especialitzada que fa servir per atrapar els insectes que formen la seva dieta a alta velocitat. Juntament amb els altres monotremes vivents, els equidnes de musell curt són els únics mamífers que ponen ous.
Aquesta espècie viu arreu d'Austràlia, on és el mamífer nadiu més estès, i a les regions costaneres i terres altes del sud-oest de Nova Guinea, on se'l coneix com a mungwe en les llengües dadibi i chimbu. No es troba amenaçat d'extinció, però activitats humanes com ara la caça, la destrucció de l'hàbitat, i la introducció d'espècies depredadores i paràsits estrangers, n'han reduït l'àmbit de distribució a Austràlia.

## Taxonomia i nom
L'equidna de musell curt fou descrit originalment per George Shaw el 1792. Descrigué l'espècie com a Myrmecophaga aculeata, pensant que podria estar relacionada amb el formiguer gegant sud-americà. Des que Shaw descrigué l'espècie per primer cop, el seu nom ha sofert quatre revisions: de M. aculeata a Ornithorhynchus hystrix, Echidna hystrix, Echidna aculeata i, finalment Tachyglossus aculeatus. El nom Tachyglossus significa «llengua ràpida», en referència a la velocitat amb què utilitza la llengua per atrapar formigues i tèrmits, mentre que aculeatus significa «espinós».
L'equidna de musell curt és l'únic membre del seu gènere, i comparteix la família Tachyglossidae amb les espècies vivents del gènere Zaglossus, que viuen a Nova Guinea. Les espècies de Zaglossus, que inclouen l'equidna de musell llarg occidental, l'equidna de musell llarg d'Attenborough i l'equidna de musell llarg oriental, són totes significativament més grans que T. aculeatus, i la seva dieta consisteix principalment en cucs i larves en lloc de formigues i tèrmits. Les espècies d'equidna són mamífers ponedors d'ous; juntament amb la família propera dels ornitorrínquids, són els únics monotremes vivents del món.
Hi ha cinc subespècies d'equidna de musell curt, cadascuna pertanyent a una zona geogràfica diferent. Les subespècies també difereixen en termes de pilositat, longitud i gruix de les espines, i la mida de les urpes de les potes posteriors, que utilitzen per empolainar-se.
- T. a. multiaculeatus és originari de l'illa Kangaroo;
- T. a. setosus és originari de Tasmània i algunes illes de l'estret de Bass;
- T. a. acanthion és originari del Territori del Nord i Austràlia Occidental;
- T. a. aculeatus és originari de Queensland, Nova Gal·les del Sud, Austràlia Meridional i Victòria;
- T. a. lawesii és originari de les zones costaneres i terres altes de Nova Guinea, i possiblement les jungles del nord-est de Queensland.[4]

L'equidna de musell curt era denominat habitualment formiguer espinós en llibres antics, tot i que aquest terme ja no té un ús estès car l'animal no té cap relació amb els formiguers autèntics. Té una varietat de noms en les diferents llengües de les regions on viu. Els noongar del sud-oest d'Austràlia Occidental el denominen Nyingarn. A Austràlia Central, al sud-oest d'Alice Springs, el nom Pitjantjatjara és tjilkamata o tjirili, del mot tjiri, que es refereix a les espines de la planta Triodia irritans. Aquesta paraula també pot significar «lent». Se l'anomena (minha) kekoywa, on minha és un qualificador que significa «carn» o «animal», en Pakanh, (inh -) ekorak en Uw Oykangand, i (inh -) egorag en Uw Olkola, on inh- és un qualificador que també significa «carn» o «animal». Aquestes són tres llengües aborígens del centre de la península del Cap York. A les terres altes del sud-oest de Nova Guinea, se'l coneix com a Mungwe en les llengües dadibi i chimbu.

## Descripció
Els equidnes de musell curt solen mesurar 30-45 cm, tenen un musell de 7,5 centímetres, i pesen entre 2 i 5 kg. Tanmateix, la subespècie de Tasmània, T. a. setosus, és més gran que els seus homòlegs del continent. Com que el coll no és visible des de l'exterior, el cap i el cos fan la impressió de fusionar-se. Els orificis auditius es troben a cada banda del cap, sense cap mena de pavelló auricular. Els ulls són petits i es troben a la base del musell, que té forma d'angle. Els narius i la boca es troben a l'extrem distal del musell; la boca de l'equidna de musell curt no pot obrir-se més de 5 mm. El cos de l'equidna de musell curt està, exceptuant-ne la part inferior, la cara i les potes, cobert d'espines de color crema. Les espines, que poden mesurar fins a 5 cm de llargada, són pèls modificats, composts en gran part de ceratina. El pelatge que hi ha entre les espines funciona d'aïllament tèrmic; el seu color va del color mel a un marró vermellós fosc i fins i tot al negre; la part inferior i la curta cua també estan cobertes de pèl. La coloració del pèl i de les espines varia d'una zona geogràfica a l'altra. El pelatge de l'equidna pot estar infestat amb el que es diu que és la puça més gran del món, Bradiopsylla echidnae, que mesura uns quatre mil·límetres de llarg.
Les potes de l'equidna de musell curt estan adaptades per excavar ràpidament; són curtes i tenen urpes potents. Les urpes de les potes posteriors són allargades i es corben cap enrere per permetre la neteja i l'empolainament dels espais entre les espines. Com l'ornitorrinc, té una temperatura corporal baixa (d'entre 30 i 32 °C) però, a diferència d'aquest, que no presenta cap mena de letargia o hibernació, la temperatura corporal de l'equidna pot caure tan avall com 5 °C. L'equidna no panteixa ni sua, i sol buscar refugi quan hi ha altes temperatures. A la tardor i l'hivern, l'equidna passa períodes de letargia o profunda hibernació. A causa de la baixa temperatura corporal de l'equidna de musell curt, esdevé lent quan les temperatures són molt altes o molt baixes. Com tots els monotremes, té un únic passatge pels excrements, l'orina i els fluids reproductius, conegut com a cloaca. El mascle té testicles interns, manca d'escrot extern i presenta un penis altament inusual amb quatre protuberàncies a la punta. La femella gestant desenvolupa una butxaca a la part inferior, on cuida de les cries.

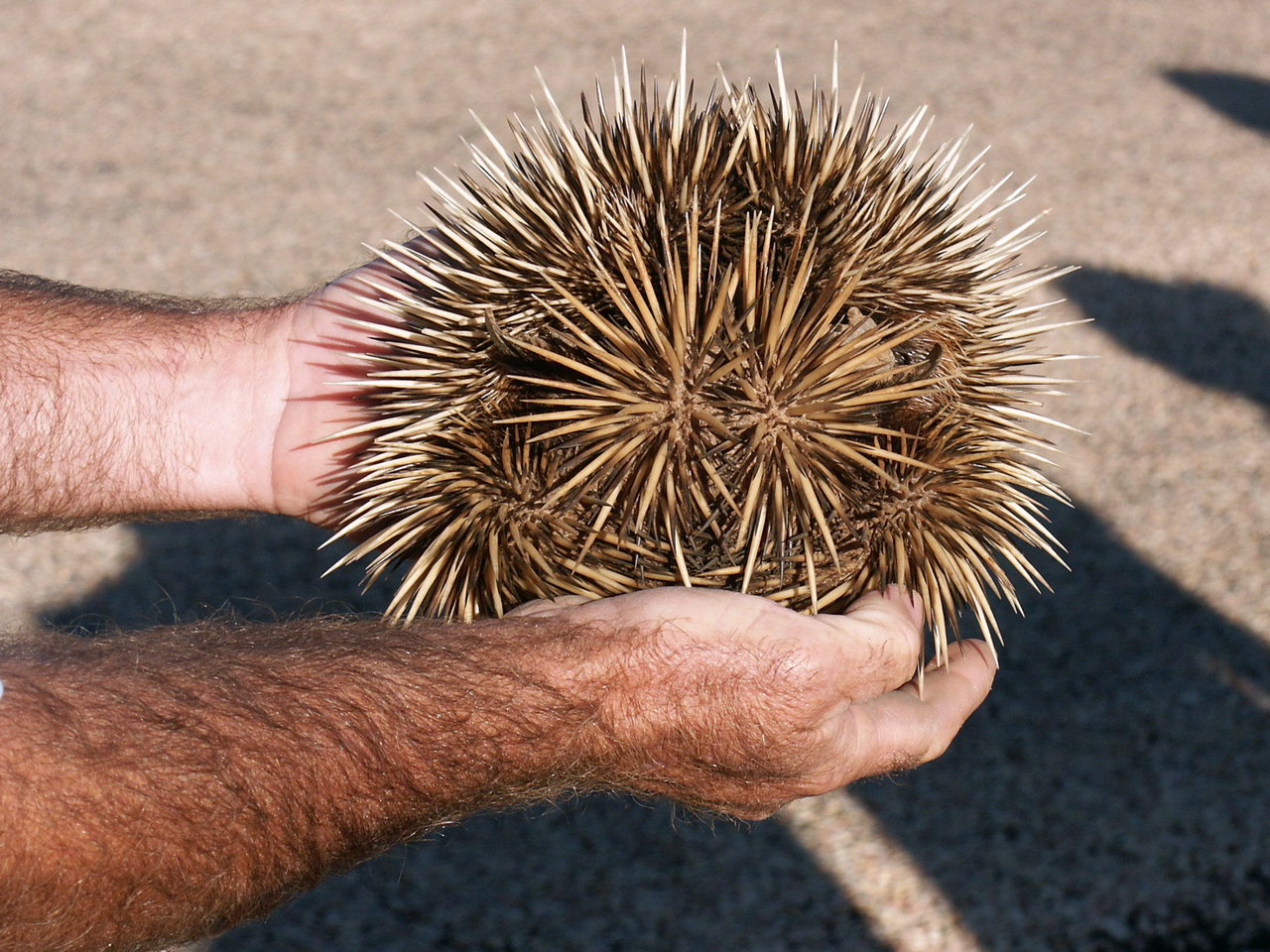
Un equidna de musell curt enrotllat en una bola; el musell queda visible a la dreta.

La musculatura de l'equidna de musell curt té una sèrie de característiques inusuals. El panniculus carnosus és un enorme múscul situat just a sota de la pell i que cobreix el cos sencer. Contraient les diverses parts del panniculus carnosus, l'equidna de musell curt pot canviar de forma – el canvi de forma més característic és quan s'enrotlla en una bola quan se sent amenaçat, protegint el ventre i presentant una arma defensiva composta d'espines afilades. Té una de les columnes vertebrals més curtes de tots els mamífers, que només s'estén fins al tòrax.
La musculatura de la cara, mandíbula i llengua està especialitzada per permetre a l'equidna alimentar-se. La llengua és l'únic mitjà que té l'equidna de musell curt per caçar les preses, i pot sobresortir del musell fins a 18 cm. La llengua és enganxifosa gràcies a la presència d'una mucositat rica en glucoproteïnes, que serveix per lubricar la llengua, facilitant-ne el moviment d'entrada i sortida del musell, i que contribueix a capturar formigues i tèrmits, que s'hi queden enganxats. La protrusió de la llengua s'aconsegueix per mitjà d'una contracció dels músculs circulars que canvien la forma de la llengua i que la forcen cap endavant, i la contracció de dos músculs genioglossals ancorats a l'extrem caudal de la llengua i a la mandíbula. La llengua protrusa és mantinguda erecta pel flux ràpid de la sang, permetent-li penetrar en fusta i en el sòl. La retracció de la llengua requereix la contracció de dos músculs longitudinals interns, coneguts com a sternoglossi. Quan la llengua està retractada, la presa queda atrapada en «dents» ceratinoses que apunten cap enrere, situades al sostre de la cavitat bucal, i que permeten a l'equidna capturar i moldre els aliments. La llengua es mou a alta velocitat, i se l'ha observat entrant i sortint del musell cent vegades per minut.
Nombroses adaptacions fisiològiques contribueixen a l'estil de vida de l'equidna de musell curt. Com que és un animal excavador, pot tolerar nivells molt alt de diòxid de carboni en l'aire que inspira, i roman voluntàriament en indrets on la concentració de diòxid de carboni és alta. La seva orella és sensitiva al so de baixa freqüència, cosa que podria ser ideal per detectar els sons emesos pels tèrmits i formigues a sota terra. El musell, que té un tacte com de cuir, està cobert de mecanoreceptors i termoreceptors, que recullen informació sobre el medi que l'envolta. L'equidna de musell curt té un sistema olfactiu ben desenvolupat, que pot ser utilitzat per detectar companys sexuals i preses. Té un nervi òptic altament sensible, i s'ha demostrat que té una discriminació visual i una memòria espacial comparables als de les rates. El cervell i el sistema nerviós central de l'equidna de musell curt han estat intensivament estudiats per fer-ne una comparació evolutiva amb els mamífers euteris. L'equidna de musell curt té el còrtex prefrontal més gran de tots els mamífers en proporció a la mida corporal, presenta moviments oculars ràpids (REM) durant el somni, i ha quedat demostrat que el seu cervell conté un claustre similar al dels euteris, relacionant aquesta estructura amb el seu avantpassat comú.

## Ecologia i comportament
No s'ha publicat cap estudi sistemàtic de l'ecologia de l'equidna de musell curt; tanmateix, hi ha hagut estudis de diversos aspectes del seu comportament ecològic. Els equidnes de musell curt viuen en solitari, i a part del cau que creen per cuidar de les cries, no tenen cap refugi ni niu fix. No tenen un territori en concret, sinó que es mouen per una àrea extensa. Els equidnes de musell curt solen ser actius durant el dia; tanmateix, no estan ben adaptats per resistir la calor, car no tenen glàndules sudorípares i no panteixen. Tanmateix, quan les temperatures són altes, canvien el seu patró d'activitat, esdevenint crepusculars o nocturns. Poden tolerar temperatures fredes, i durant l'hivern hibernen en regions frígides.
Els equidnes de musell curt poden viure a qualsevol indret amb bona disponibilitat d'aliment. Detecten el menjar per mitjà de l'olfacte, utilitzant sensors situats a la punta del musell, i devoren periòdicament formigues i tèrmits. Són potents excavadors, utilitzant les urpes de les potes davanteres per treure les preses del terra o per excavar caus on protegir-se. Si es troben en perill i no poden trobar un amagatall prou de pressa, a vegades excaven un forat ràpidament per amagar-s'hi.
A Austràlia són especialment comuns en àrees boscoses amb una abundància de troncs caiguts plens de tèrmits. En zones agrícoles, el més probable és trobar-los en matollars; poden viure en herbassars, àrees àrides, i als suburbis exteriors de les capitals. No se sap gaire sobre la seva distribució a Nova Guinea; se n'han trobat al sud de Nova Guinea, entre Merauke a l'oest, fins al riu Kelp Welsh (a l'est de Port Moresby) a l'est, on viuen en boscos poc densos.

### Reproducció
El solitari equidna de musell curt busca parella entre maig i setembre; el temps exacte de la temporada d'aparellament varia d'una zona geogràfica a l'altra. Tant els mascles com les femelles deixen anar una forta olor durant la temporada d'aparellament. Durant el festeig (observat per primer cop el 1989) els mascles troben i segueixen les femelles. Grups de fins a deu mascles poden seguir una única femella en un ritual de festeig que pot durar fins a quatre setmanes; la durada d'aquest període de festeig també varia entre àrees geogràfiques. A les regions més fredes de la seva distribució, com ara Tasmània, les femelles poden aparellar-se poques hores després de despertar-se de la hibernació.
Abans d'aparellar-se, el mascle olora la femella, parant especial atenció a la cloaca. El mascle fa caure la femella de costat i després es posa en una posició similar, de manera que els dos animals queden abdomen contra abdomen. Cada costat del penis, bilateralment simètric, semblant a una roseta, i amb quatre caps (de manera similar als rèptils) és utilitzat alternativament, mentre l'altre costat roman tancat entre ejaculacions. Les ejaculacions d'aproximadament 100 espermatozous cada vegada semblen permetre una major mobilitat de l'esperma, cosa que pot representar un potencial per la competició d'esperma de mascles diferents. Cada aparellament resulta en la producció d'un únic ou, i se sap que les femelles només s'aparellen una vegada per any; cada aparellament té èxit.
La fertilització té lloc a l'oviducte. La gestació dura entre tres i quatre setmanes, durant les quals la femella construeix un cau on cuidar de la cria. Després del període de gestació, la femella pon un únic ou amb una closca de tacte similar a la goma, d'entre 13 i 17 mil·límetres de diàmetres, dipositant-lo dins la butxaca que s'ha desenvolupat al seu abdomen. Deu dies després de la posta de l'ou, aquest es desclou dins la butxaca. L'embrió desenvolupa un telolècit durant la incubació, que utilitza per trencar l'ou abans de sortir-ne; aquesta «dent» desapareix poc després de l'eclosió.
Els nounats fan aproximadament 1,5 centímetres de llarg i pesen entre 0,3 i 0,4 grams. Després de néixer, les cries són conegudes com a puggles. Les cries s'agafen a l'arèola de la seva mare, una part especialitzada de la pell que secreta llet (car els monotremes manquen de mugrons). Encara no se sap de quina manera ingereixen les cries la llet, però se'ls ha observat bevent-ne grans quantitats durant cada període d'alletament, car les mares poden deixar-los sense atenció al cau durant entre cinc i deu dies. Els principals components d'aquesta llet són la fucosil·lactosa i la saialilactosa; és rica en ferro, cosa que li proporciona un color rosat. Les cries acaben sent expulsades de la butxaca als dos o tres mesos d'edat, per culpa del creixement continu de les seves espines. L'alletament es redueix gradualment fins que els exemplars joves comencen a menjar exclusivament aliment sòlid a l'edat de sis mesos. La durada de l'alletament és d'uns 200 dies, i les cries deixen el cau quan tenen entre 180 i 240 dies.
L'edat a què assoleix la maduresa sexual és incerta, però pot ser als quatre o cinc anys. Un estudi de camp al llarg de dotze anys, publicat el 2003, revelà que l'equidna de musell curt assoleix la maduresa sexual a l'edat d'entre cinc i dotze anys, i que la freqüència de reproducció varia d'una vegada cada dos anys fins a una vegada cada sis anys. L'equidna de musell llarg pot viure fins a quaranta-cinc anys en estat salvatge.
De manera similar a un altre monotrema com l'ornitorrinc, l'equidna de musell curt té un conjunt inusual de cromosomes sexuals, que fa que els mascles tinguin un cromosoma menys que les femelles. Els mascles semblen XYXYXYXYX, amb la X final sense parella, mentre que les femelles són XXXXXXXXXX. La feble homologia entre els cromosomes fa que hi hagi un aparellament meiòtic que només produeix dos genotips possibles d'esperma, XXXXX o YYYY, conservant així aquest sistema complex.

## Estat de conservació

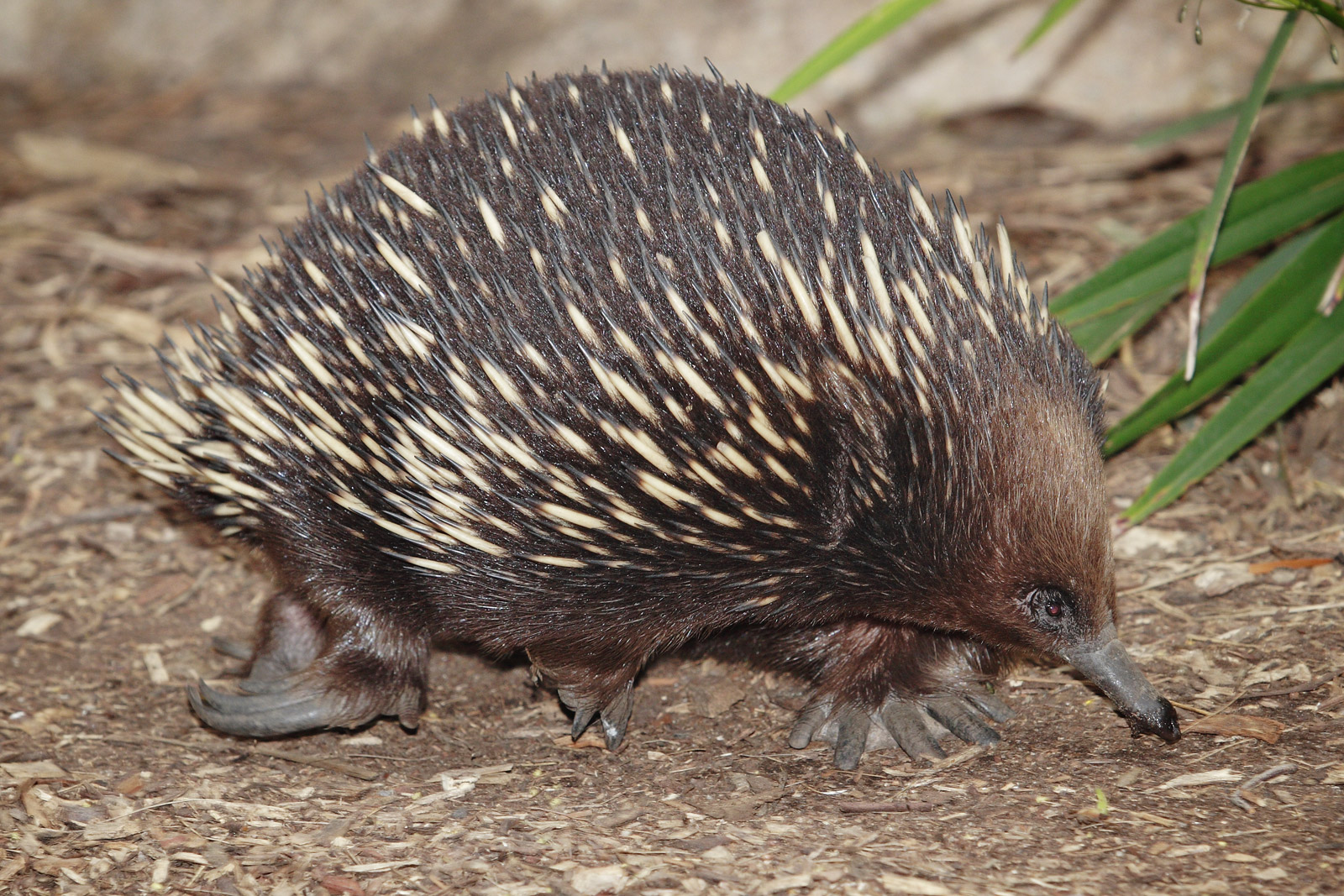
Un equidna de musell curt en moviment.

L'equidna de musell curt és comú a gran part de l'Austràlia temperada i les terres baixes de Nova Guinea, i no és considerat una espècie amenaçada. A Austràlia, el nombre d'equidnes de musell curt ha quedat menys afectat per la tala d'arbres que altres espècies, car aquests animals no necessiten un hàbitat especialitzat sempre que hi hagi disponibilitat de formigues i tèrmits. Malgrat les seves espines, són preses per ocells, diables de Tasmània, gats, guineus i gossos. Servien d'aliment pels aborígens australians i els primers colons europeus d'Austràlia. Les amenaces més habituals per aquest animal a Austràlia són els vehicles de motor i la destrucció de l'hàbitat, que pot provocar una extinció local. La infecció amb el paràsit introduït Spirometra erinaceieuropaei és letal per l'equidna. La The Wildlife Preservation Society of Queensland duu a terme un programa de supervisió anomenat Echidna Watch per controlar l'espècie a Austràlia.
La cria en captivitat és difícil, en part a causa del cicle de reproducció relativament poc freqüent. Només cinc zoològics han aconseguit criar un equidna de musell curt en captivitat, i cap de les cries nascudes en captivitat ha sobreviscut fins a la maduresa. Això té conseqüències en les possibilitats de conservació de les espècies amenaçades d'equidna de musell llarg i, en menor mesura, de l'equidna de musell curt.

## Aspectes culturals
Els equidnes de musell curt apareixen a la cultura animista dels aborígens australians, incloent-hi les seves arts visuals i històries. L'espècie era un tòtem per certs grups, incloent-hi els Noongar d'Austràlia Occidental. Molts grups tenen mites sobre aquest animal; un d'ells explica que fou creat quan un grup d'homes joves famolencs anaren a caçar de nit i es trobaren un uombat. L'atacaren amb llances, però el perderen de vista en la foscor. El uombat adaptà les llances com a forma de defensa i esdevingué un equidna. Una altra història parla d'un home avariciós que amagava menjar de la seva tribu; els guerrers l'atacaren amb llances i hagué de fugir arrossegant-se fins als arbustos, on es convertí en equidna, i les llances esdevingueren les seves espines.
L'equidna de musell curt és un animal icònic a l'Austràlia contemporània, apareixent notablement a la moneda de cinc centaus de dòlar australià (la més petita) i en una moneda de 200 dòlars encunyada el 1992. L'equidna de musell curt ha aparegut en diversos segells: fou una de les quatre espècies nadiues en aparèixer en segells australians des del 1974, quan aparegué al segell de 25 centaus; aparegué en un segell de 37 centaus el 1987, i de nou el 1992 en un segell de 35 centaus. L'equidna antropomòrfic Millie fou una de les mascotes dels Jocs Olímpics de Sydney.